# 遠藤一星
遠藤 一星（えんどう いっせい、1989年3月23日 - ）は、東京都新宿区出身の元プロ野球選手（外野手、内野手）。右投左打。

## 経歴

### プロ入り前
新宿区立大久保小学校1年の時に野球を始め、新宿区立新宿中学校時代は川崎中央リトルシニアに所属。
駒場学園高等学校では東東京大会ベスト4が最高で甲子園出場経験はなし。3年次の2006年にはプロ志望届を提出したがプロからの指名はなかった。
進学した中央大学では1部通算64試合に出場し、199打数42安打、打率.211、1本塁打、23打点、13盗塁の成績を残した。大学の同期に澤村拓一がいる。
大学卒業後は東京ガスに入社し野球部に入部。2014年は都市対抗野球でベスト8。9月、仁川アジア大会の野球日本代表に選ばれ出場。大会に出場した井領雅貴、石川駿（いずれもJX-ENEOS）とともに2014年プロ野球ドラフト会議にて中日ドラゴンズから7位指名を受けた。下位指名だったことや年齢面（当時25歳）の理由もあり、交渉長期化が懸念されたが、11月13日に契約金5000万円、年俸1000万円で入団に合意（金額は推定）。背番号は23に決まった。

### 中日時代
2015年（1年目）はキャンプは1軍で迎え、当時の打撃兼外野守備走塁コーチであった長嶋清幸に評価されていた。立浪和義以来となる開幕戦遊撃手スタメンも期待されていたが二軍で開幕を迎えた。6月に一軍初昇格を果たし、プロ初スタメンとなった7月1日の横浜DeNAベイスターズ戦で、平田真吾からプロ初安打初打点、7月25日の東京ヤクルトスワローズ戦で古野正人からプロ初本塁打を記録した。主に1 - 3番打者として41試合に出場したが、8月26日に右肩脱臼のため、一軍登録を抹消された。約2ヶ月間遊撃手のレギュラーを守り、最終的には41試合に出場し打率.271、4本塁打と活躍した。年俸は500万円増の1500万円で更改し、11月30日に行われた選手納会にて、翌年より選手会会計を務めることが発表された。
2016年は3番遊撃手で開幕を迎えたが、打撃不振に陥り送球も不安定だったために僅か30打数で二軍落ちし堂上直倫にレギュラーを明け渡した。二軍落ち後は二塁手にコンバートされたが、打撃が上向かず、右脇腹の痛みもあり27試合の出場に終わった。オフに、シーズン中に結婚していたことを明かした。
2017年は、キャンプから外野手に取り組んだ。当初は内外野守れるようにするためという首脳陣からの提案だったが、これ以降結果として内野手での出場はなくなった。開幕戦を6番・左翼手で迎え、2本の二塁打を打つなど良いスタートを切ったが、15打数4安打（打率.267）で二軍落ちした。後半戦は代打での出場や、怪我をした大島洋平の代役として中堅手で起用され、1年目を上回る50試合に出場した。
2018年は2軍での打率は.236ながら10月5日にシーズン初めて一軍に昇格。2試合の出場で無安打だった。
2019年は開幕一軍スタートとなった。シーズン通して代走・守備固め要員として一軍に帯同し、108試合に出場した。また、平田良介の故障時や、大島の休養時にはスタメンで出場した。オフにみやざきフェニックスリーグに参加した。
2020年は6月24日の対横浜DeNAベイスターズ戦で低迷していた平田良介に代わり2番右翼でスタメン出場するなど、65試合に出場したが、打撃成績は打率.219、本塁打0本、4打点と前年を下回った。
2021年は5月18日のウエスタン・リーグ、対オリックス・バファローズ戦で球審への侮辱行為で退場となった。プロ入り初めて一軍での出場機会を一度も得られず、10月7日に球団より戦力外通告を受け、12月10日に荷物整理のためにナゴヤ球場を訪れた際、現役引退を表明した。

### 引退後
引退後は野球から離れ、サラリーマンへ転身予定。

## 選手としての特徴・人物
フットワークの良さと遠投110mの強肩を備える俊足強打の遊撃手。2017年のオープン戦では盗塁成功率100%（7盗塁）を記録している。
愛称は「エンさん」。
プロで対戦したい投手に、東京ガス時代の同僚の石川歩を挙げている。
端正な顔立ちと抜群のスタイルの持ち主であり、モデルにスカウトされた経験もあるという。
匂いには拘りがあり、その日の気分により柔軟剤や香水を使い分けている。
恥ずかしがり屋だが、チームでは平田良介や亀澤恭平とともに、ベンチの盛り上げ役としても貢献している。また、面倒見が良い一面もあり、後輩選手から慕われている。
2021年5月18日の二軍オリックス戦で見逃し三振になった際に、球審に侮辱行為があったとして退場処分を受け、翌5月19日に日本野球機構から制裁金5万円と厳重注意の制裁を科された。

## 詳細情報

### 年度別打撃成績
| 年 度     | 球 団     | 試 合 | 打 席 | 打 数 | 得 点 | 安 打 | 二 塁 打 | 三 塁 打 | 本 塁 打 | 塁 打 | 打 点 | 盗 塁 | 盗 塁 死 | 犠 打 | 犠 飛 | 四 球 | 敬 遠 | 死 球 | 三 振 | 併 殺 打 | 打 率 | 出 塁 率 | 長 打 率 | O P S |
| --------- | --------- | ----- | ----- | ----- | ----- | ----- | -------- | -------- | -------- | ----- | ----- | ----- | -------- | ----- | ----- | ----- | ----- | ----- | ----- | -------- | ----- | -------- | -------- | ----- |
| 2015      | 中日      | 41    | 165   | 140   | 16    | 38    | 4        | 0        | 4        | 54    | 14    | 3     | 3        | 4     | 3     | 11    | 0     | 7     | 25    | 1        | .271  | .348     | .386     | .734  |
| 2016      | 中日      | 27    | 71    | 61    | 6     | 11    | 3        | 0        | 0        | 14    | 3     | 1     | 1        | 3     | 0     | 5     | 0     | 2     | 11    | 0        | .180  | .265     | .230     | .494  |
| 2017      | 中日      | 50    | 109   | 102   | 4     | 23    | 3        | 1        | 2        | 34    | 11    | 2     | 1        | 2     | 0     | 4     | 0     | 1     | 28    | 1        | .225  | .262     | .333     | .595  |
| 2018      | 中日      | 2     | 1     | 1     | 0     | 0     | 0        | 0        | 0        | 0     | 0     | 0     | 0        | 0     | 0     | 0     | 0     | 0     | 0     | 0        | .000  | .000     | .000     | .000  |
| 2019      | 中日      | 108   | 120   | 111   | 22    | 30    | 4        | 2        | 2        | 44    | 11    | 4     | 4        | 2     | 0     | 5     | 0     | 2     | 28    | 1        | .270  | .314     | .396     | .710  |
| 2020      | 中日      | 65    | 87    | 73    | 16    | 16    | 1        | 0        | 0        | 17    | 4     | 0     | 1        | 4     | 1     | 6     | 0     | 3     | 12    | 1        | .219  | .301     | .233     | .534  |
| 通算：6年 | 通算：6年 | 293   | 553   | 488   | 64    | 118   | 15       | 3        | 8        | 163   | 43    | 10    | 10       | 15    | 4     | 31    | 0     | 15    | 104   | 4        | .242  | .305     | .334     | .639  |

### 年度別守備成績
| 年 度 | 球 団 | 二塁  | 二塁  | 二塁  | 二塁  | 二塁  | 二塁     | 遊撃  | 遊撃  | 遊撃  | 遊撃  | 遊撃  | 遊撃     | 外野  | 外野  | 外野  | 外野  | 外野  | 外野     |
| 年 度 | 球 団 | 試 合 | 刺 殺 | 補 殺 | 失 策 | 併 殺 | 守 備 率 | 試 合 | 刺 殺 | 補 殺 | 失 策 | 併 殺 | 守 備 率 | 試 合 | 刺 殺 | 補 殺 | 失 策 | 併 殺 | 守 備 率 |
| ----- | ----- | ----- | ----- | ----- | ----- | ----- | -------- | ----- | ----- | ----- | ----- | ----- | -------- | ----- | ----- | ----- | ----- | ----- | -------- |
| 2015  | 中日  | -     | -     | -     | -     | -     | -        | 39    | 56    | 125   | 6     | 23    | .968     | 1     | 0     | 0     | 0     | 0     | .000     |
| 2016  | 中日  | 8     | 16    | 13    | 0     | 1     | 1.000    | 8     | 12    | 18    | 2     | 1     | .938     | -     | -     | -     | -     | -     | -        |
| 2017  | 中日  | -     | -     | -     | -     | -     | -        | -     | -     | -     | -     | -     | -        | 24    | 41    | 1     | 0     | 0     | 1.000    |
| 2018  | 中日  | -     | -     | -     | -     | -     | -        | -     | -     | -     | -     | -     | -        | 2     | 2     | 0     | 0     | 0     | 1.000    |
| 2019  | 中日  | -     | -     | -     | -     | -     | -        | -     | -     | -     | -     | -     | -        | 94    | 62    | 2     | 1     | 0     | .985     |
| 2020  | 中日  | -     | -     | -     | -     | -     | -        | -     | -     | -     | -     | -     | -        | 56    | 31    | 0     | 0     | 0     | 1.000    |
| 通算  | 通算  | 8     | 16    | 13    | 0     | 1     | 1.000    | 47    | 68    | 143   | 8     | 24    | .963     | 177   | 136   | 3     | 1     | 0     | .993     |

### 記録
初記録
- 初出場：2015年6月27日、対広島東洋カープ9回戦（MAZDA Zoom-Zoom スタジアム広島）、9回表に又吉克樹の代打で出場
- 初打席：同上、9回表に中﨑翔太から四球
- 初先発出場：2015年7月1日、対横浜DeNAベイスターズ13回戦（沖縄セルラースタジアム那覇）、1番・遊撃手で先発出場
- 初安打・初打点：同上、6回表に平田真吾から左前適時打
- 初本塁打：2015年7月25日、東京ヤクルトスワローズ15回戦（明治神宮野球場）、3回表に古野正人から右越ソロ
- 初盗塁：2015年8月19日、対広島東洋カープ17回戦（ナゴヤドーム）、8回裏に二盗（投手：大瀬良大地、捕手：會澤翼）

### 背番号
- 23（2015年 - 2021年）

### 登場曲
- 「DREAM」清水翔太（2015年 - 2018年）
- 「煌めく瞬間に捕われて」MANISH（2019年 - ）

### 代表歴
- 2014年アジア競技大会 野球日本代表